# Lungo la strada
Lungo la strada è il primo album dal vivo di Alice, pubblicato nel 2009.

## Descrizione
Frutto della registrazione di un concerto tenuto il 22 dicembre 2006 nella chiesa di San Marco a Milano - con l'accompagnamento dei musicisti Steve Jansen, Marco Pancaldi e Alberto Tafuri - è stato distribuito nel 2009.
Secondo quanto dichiarato da Alice in un'intervista giornalistica, il disco "esprime il desiderio di fermare e condividere uno dei momenti musicali più intensi, in quella che sento essere l'età della maturità, anche professionale".
In questo senso, l'album - che contiene motivi originali scritti dalla stessa cantante, ma anche importanti collaborazioni (vedi elenco tracce) - "si muove in una direzione esistenziale e spirituale", focalizzando temi centrali come "il desiderio di pace, la guerra, la poesia, l'amore nelle sue diverse manifestazioni, la ricerca del sacro e di sé".
Fra i brani si segnalano in particolare la canzone friulana Anín a grîs (Andiamo a grilli) e il motivo scritto da Totò A cchiù bella, musicato da Giuni Russo.

## Tracce
1. Gli ultimi fuochi (Alice)
2. 1943 (Di Martino)
3. Febbraio (Pasolini, Di Martino)
4. A' Cchiu' bella (De Curtis, Russo, Sisini)
5. La cura (Battiato, Sgalambro)
6. Dammi la mano amore (Alice)
7. Nomadi (Camisasca)
8. L'era del mito (Camisasca)
9. Anín a grîs (Di Gleria/Liverani)
10. Il contatto (Alice)
11. Happiness (Buchanan)
12. Prospettiva Nevski (Battiato, Pio)

## Formazione
- Alice - voce, tastiera, pianoforte
- Marco Pancaldi - chitarra, cori
- Steve Jansen - tastiera, cori, batteria, percussioni
- Alberto Tafuri - tastiera, cori, pianoforte, chitarra

## Accoglienza
| Posizione | 34 | 54 | 70 | 63 | 83 | 84 |  |  |  |  |  |  |  |  |  |  |